# Spoorweg-Maatschappij De Zuider Kogge

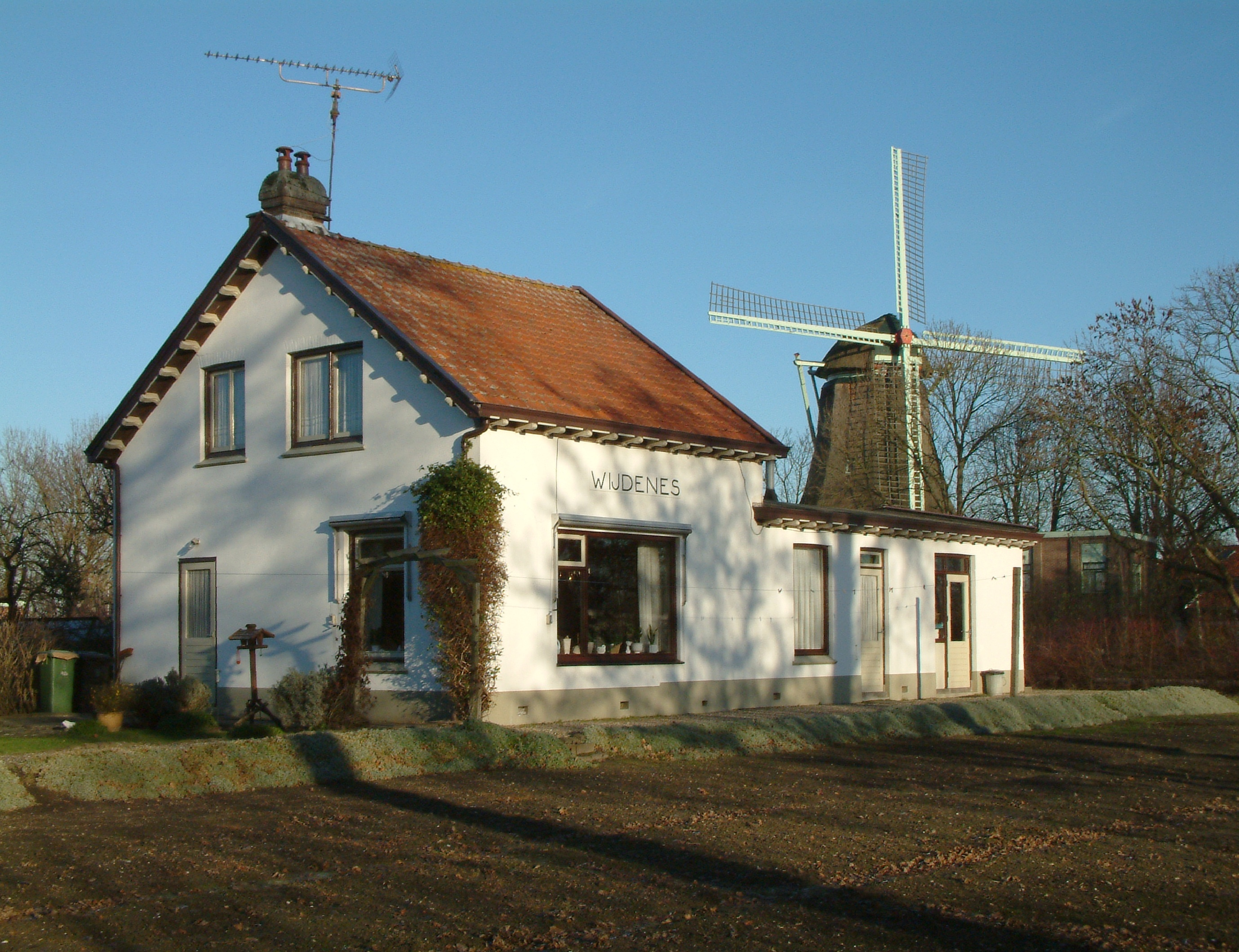
Station Wijdenes in 2003

De NV Spoorweg-Maatschappij De Zuider Kogge (ZK) had als doel het aanleggen en exploiteren van de tramlijn Hoorn - Bovenkarspel-Grootebroek.
De NV werd in 1903 opgericht, omdat er in de dorpen ten zuiden van de denkbeeldige lijn Hoorn - Enkhuizen behoefte was aan een betere manier van vervoer van personen, vee en landbouwproducten. Pas na jaren van overleg werd in 1908 het definitieve tracé vastgesteld, kort daarna werd met de aanleg van zo'n 19 kilometer normaalspoor begonnen. De lijn zou iets ten oosten van Hoorn aftakken van de spoorweg tussen Hoorn en Enkhuizen, en zou daar bij station Bovenkarspel-Grootebroek weer op aansluiten.
Al voordat de aanleg van het spoor en de bouw van de stations voltooid waren, werd in 1910 de exploitatie overgedragen aan de Hollandsche IJzeren Spoorweg-Maatschappij (HIJSM). In Schellinkhout, Wijdenes, Hem en Venhuizen verrezen vrijwel identieke stationsgebouwtjes. De lijn werd uiteindelijk op 2 december 1913 in gebruik genomen.
Na het sluiten van de tramlijn op 31 december 1935 werd de NV op 23 mei 1936 opgeheven.